# Ва-банк 2
Ва-банк 2, або Удар у відповідь (оригінальна назва — пол. Vabank II, czyli riposta) — польська кримінальна комедія 1985 року режисера Юліуша Махульського. Сиквел фільму Ва-банк.

## Сюжет
Продовження пригод Квінто (Ян Махульський) і його друзів. Травень 1936 року. Шахрай Крамер (Леонард Петрашак), що одержав вісім років за обвинуваченням у грабежі власного банку, який насправді інсценували Квінто з товаришами, за допомоги Штиця (Броніслав Вроцлавський) тікає з в'язниці. Сховатися він може тільки у Швейцарії, де у нього ще залишилися чималі гроші. Але спочатку він хоче помститися своєму ненависному ворогові Квінто. Задум майже вдається, але насправді виявляється що Квінто, який переконався, що Крамер не залишає надії звести з ним рахунки, вирішив зіграти на випередження.
Підслухавши телефонні розмови Крамера, невичерпний на вигадки Квінто знову проводить блискучу операцію: він не тільки залишає Крамера з носом, а й організовує йому «втечу у Швейцарію». Прокинувшись вранці з будуна на швейцарській віллі, Крамер виявляє себе прикутим наручниками до начальника в'язниці, з якої він нещодавно втік. «Швейцарія» виявилася за 33 кілометри від Варшави. Хто його «розвів» Крамар здогадується лише в тюрмі, отримавши посилку швейцарського шоколаду…

## У ролях
- Ян Махульський — Генрик Квінто
- Леонард Петрашак — Густав Крамер
- Вітольд Пиркош — Дуньчик, Данець
- Яцек Хмельник — Мокс
- Кшиштоф Кєршновський — Нута
- Ева Шикульська — Марта Рихлінська
- Броніслав Вроцлавський — Едвард Штиц, дрібний шахрай
- Марек Вальчевскій — Твардієвич, начальник тюрми
- Збігнєв Гейгер (Zbigniew Geiger) — Ставіський, секретар Крамера
- Беата Тишкевич, Ельжбета Зайонцувната ін.

## Фільм у радянському прокаті
У Радянському Союзі фільм транслювався з багатоголосим дубляжем кіностудії «Ленфільм», здійсненим 1986 року. Серед акторів дубляжу — Вадим Яковлєв (роль Генрика Квінто), Юрій Демич (роль Крамера), Володимир Татосов та інші. Режисер дубляжу — Людмила Чупиро. У варіанті для радянського кінопрокату також було зроблено російськомовні вхідні титри, а сам фільм скорочено приблизно на 10 хвилин.

## Нагороди
- Національний кінофестиваль у Гданську у 1985 році — глядацька премія.